# 콜란밭쥐속
콜란밭쥐속(Caryomys)은 비단털쥐과에 속하는 설치류 속의 하나이다. 2종을 포함하고 있다.

## 특징
꼬리 길이 32~60mm를 제외한 몸길이가 83~100mm인 작은 설치류이다. 몸은 대체로 짙은 갈색을 띤다.

## 분포 및 서식지
중국의 토착종이다.

## 하위 종
2종이 알려져 있다.
- 간쑤밭쥐 (C. eva)
- 콜란밭쥐 (C. inez)